# 皮特杜父魚
皮特杜父魚，為輻鰭魚綱鮋形目杜父魚亞目杜父魚科的其中一種。分布於美國奧勒岡州及加州皮特河上游流域，為底棲性魚類，喜棲息岩石激流區，體長可達13公分。

## 扩展阅读
維基物種上的相關：皮特杜父魚